# John Studebaker

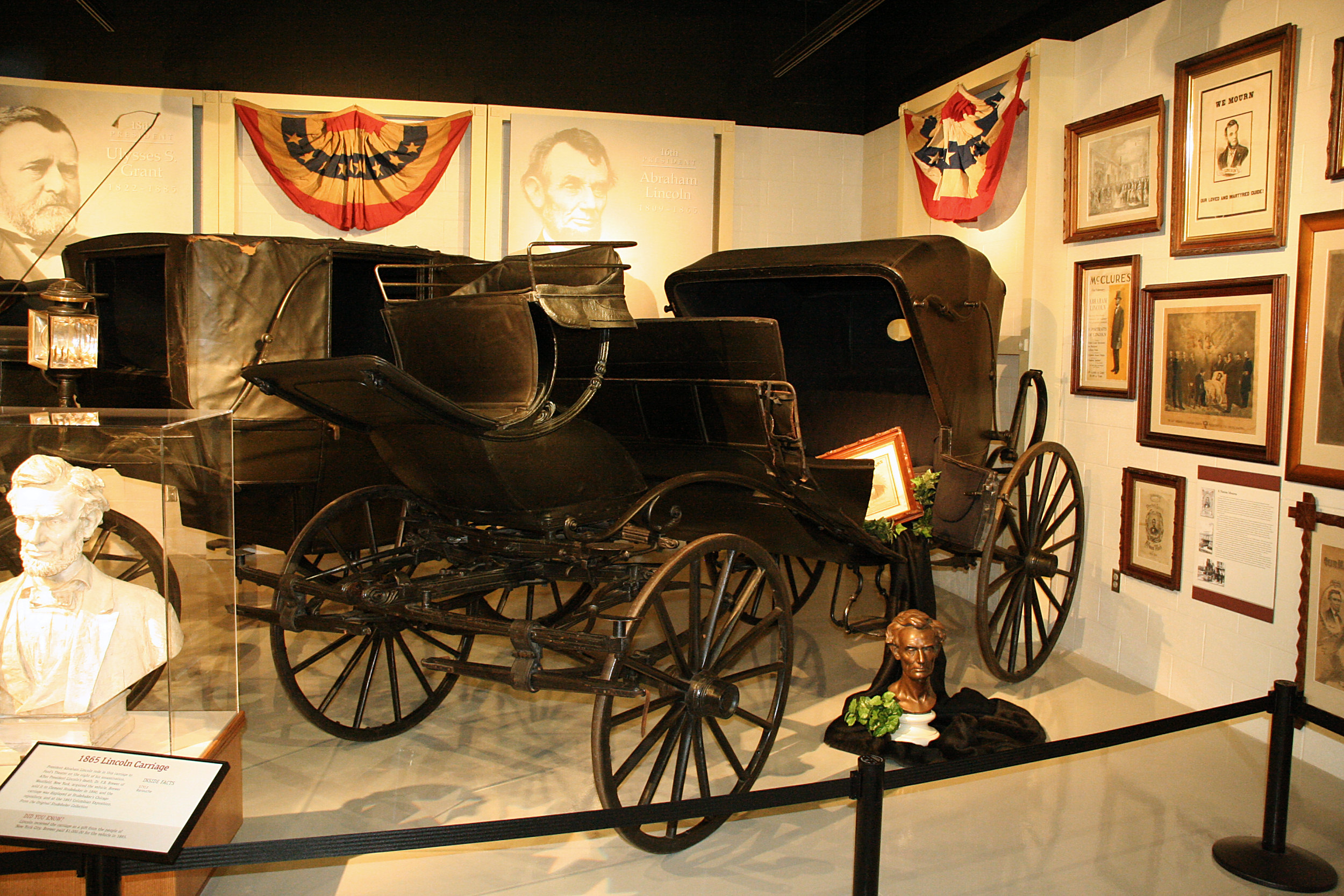
Präsident Abraham Lincolns Kutsche, hergestellt von Studebaker.

John Clement Studebaker (* 1799 in Getty’s Town, Pennsylvania; † 1877 in South Bend, Indiana) war ein US-amerikanischer Schmied, Stellmacher und Unternehmer. Gemeinsam mit seinen fünf Söhnen baute er aus der elterlichen Schmiede und Wagnerei den größten Betrieb zur Herstellung von Kutschen und Fuhrwerken der Welt auf.
Sein Großvater Peter Stutenbecker Sr. war 38 Jahre alt gewesen, als er mit seiner Familie 1736 aus dem deutschen Hagen auswanderte. Die Gruppe bestand außerdem aus seinem Bruder Clement Sr., Cousin Heinrich (Henry Sr.) und weiteren Angehörigen. Die Familie nannte sich ursprünglich Staudenbecker, war seit mehreren Generationen in Solingen wohnhaft gewesen und hatte der Zunft der Messerschmiede angehört. Auch Peter und Clement hatten ursprünglich diesen Beruf erlernt. Die rigide Zunftordnung schrieb aber vor, dass auswanderungswillige Mitglieder zuvor fünf Jahre lang in einer anderen Stadt einen anderen Beruf ausgeübt haben mussten. Damit sollte die Weitergabe von Fachwissen an künftige Konkurrenten möglichst unterbunden werden. Die drei arbeiteten in Hagen als Schmiede und Stellmacher. Gründe für die Emigration dürften das Streben nach persönlicher Freiheit, politische Unsicherheiten und nicht zuletzt religiöse Unterdrückung gewesen sein, denn die Stutenbeckers gehörten der protestantisch-fundamentalen Bewegung der Tunker an. Die Ausreise erfolgte mit dem Schiff Harle ab Rotterdam (Niederlande) und führte die Gruppe nach Philadelphia, Pennsylvania, wo sie am 1. September ankam.
Ihren Namen änderte die Familie auf Studebaker und siedelte zunächst in der Huntingdon Township (York County (Pennsylvania). In Amerika gehörte sie zur Church of the Brethren. Heinrich wurde am 3. März 1756 von aufständischen Shawnee oder Delaware auf seiner Farm bei Welsh Run Creek im heutigen Franklin County) getötet, seine schwangere Frau mit drei seiner vier Kinder verschleppt. Sie starb beim Rückzug der Indianer ebenfalls; die Kinder konnten erst Jahre später befreit werden.
Wie sein Großvater und sein Vater Peter Jr. wurde auch John Studebaker Schmied und Wagenbauer. 1820 heiratete er Rebecca Mohler (1802–1887). Um 1830 gründete er seinen eigenen Betrieb in Gettysburg, Pennsylvania. Bereits 1835 verkaufte er Land und Gut und zog mit seiner Familie in den Westen. Er ließ sich im Ashland County, Ohio nieder. Die Familie hatte zehn Kinder. Alle fünf Söhne, Henry Jr. (1826–1895), Clement („Clem“; 1831–1901), Jacob F. (1844–1887), John M. (1833–1917) und Peter Everest (1836–1897) lehrte er das Wagnerhandwerk. Ein gemeinsamer Betrieb von Henry Jr. und Clem Studebaker ist ab 1852 in South Bend belegt. John Studebaker war mit seiner Familie 1850 oder 1851 dorthin umgezogen. Möglicherweise zog sich John zu diesem Zeitpunkt aus dem Geschäftsleben zurück. Erst in späteren Jahren kam die Familie zu Wohlstand; Rebecca hatte lange mit Nähen und Weben zum Familienunterhalt beitragen müssen.
Ihr gemeinsames Unternehmen reorganisierten Henry jr. und Clem 1868 als Studebaker Brothers Manufacturing Company. Daraus entwickelte sich die Studebaker Corporation, welche noch mehr als 100 Jahre lang bestand. Das Kutschengeschäft wurde erst 1920 aufgegeben und verkauft. John Studebaker verstarb 1877.